# پیئازولام
پیئازولام (انگلیسی: Pyeazolam) یک مشتق تری آزولوبنزودیازپین است که مشخص شده است که برای زیرگروه α5 گیرنده‌های گابا A نسبتاً انتخابی است، و ادعا می‌شود که پروفایل اثراتی شبیه‌تر به الکل نسبت به بنزودیازپین‌های معمولی دارد.